# Europese kampioenschappen jachtgeweer 1961
De Europese kampioenschappen jachtgeweer 1960 waren door het Europees comité van de Union Internationale de Tir (UIT) georganiseerde kampioenschappen voor schutters in het kleiduifschieten. De zesde editie van de Europese kampioenschappen vond plaats in het Zwitserse Bern.

## Resultaten

### Trap
| Onderdeel   | Goud         | Zilver              | Brons              |
| ----------- | ------------ | ------------------- | ------------------ |
| Heren       |              |                     |                    |
| Individueel | Ernest Fear  | Galliano Rossini    | Fernand Mahau      |
| Team        | Italië       | Verenigd Koninkrijk | Hongarije          |
| Dames       |              |                     |                    |
| Individueel | Olga Tzavara | Jacqueline Robert   | Christiane Stephan |

### Skeet
| Onderdeel   | Goud            | Zilver            | Brons                |
| ----------- | --------------- | ----------------- | -------------------- |
| Heren       |                 |                   |                      |
| Individueel | Goesta Klinspor | Jacques Henrijean | Claude Foussier      |
| Team        | Frankrijk       | Venezuela         | BRD                  |
| Dames       |                 |                   |                      |
| Individueel | Mercedes Mata   | Lucette Derosier  | Francoise Roggwiller |

1955 · 1956 · 1957 · 1958 · 1959 · 1960 · 1961 · 1962 · 1963 · 1964 · 1965 · 1966 · 1967 · 1968 · 1969 · 1970 · 1971 · 1972 · 1973 · 1974 · 1975 · 1976 · 1977 · 1978 · 1979 · 1980 · 1981 · 1982 · 1983 · 1984 · 1985 · 1986 · 1987 · 1988 · 1989 · 1990 · 1991 · 1992 · 1993 · 1994 · 1995 · 1996 · 1997 · 1998 · 1999 · 2000 · 2001 · 2002 · 2003 · 2004 · 2005 · 2006 · 2007 · 2008 · 2009 · 2010 · 2011 · 2012 · 2013 · 2014 · 2015 · 2016 · 2017 · 2018 · 2019 · 2020 · 2021 · 2022 · 2023 · 2024 ·